# Cespitularia simplex
Cespitularia simplex är en korallart som beskrevs av Carl Gustaf Thomson och Bashford Dean 1931. Cespitularia simplex ingår i släktet Cespitularia, och familjen Xeniidae. Inga underarter finns listade.